# Nunatak Chërnyj
Der Nunatak Chërnyj (englische Transkription von russisch Нунатак Чёрный Nunatak Tschorny, deutsch ‚Schwarzer Nunatak‘) ist ein Nunatak im ostantarktischen Mac-Robertson-Land. In den Framnes Mountains ragt er unmittelbar östlich des Hånuten auf.
Russische Wissenschaftler benannten ihn deskriptiv.